# Sedum maireanum
Sedum maireanum é uma espécie de planta com flor pertencente à família Crassulaceae. 
A autoridade científica da espécie é Sennen, tendo sido publicada em Sennen & Mauricio, Cat. Fl. Rif Orient.: 43. 1933.

## Portugal
Trata-se de uma espécie presente no território português, nomeadamente em Portugal Continental.
Em termos de naturalidade é nativa da região atrás indicada.

## Protecção
Não se encontra protegida por legislação portuguesa ou da Comunidade Europeia.